# Härsby
Härsby är en ort i Rö socken i Norrtälje kommun i Uppland. Från 2015 till 2023 avgränsades här en småort, efter att delar av området tidigare har ingått i småorten Nibble och Ösby . Vid avgränsningen 2023 klassades bebyggelsen som en del av tätorten Rö och småorten avregistrerades.